# Carlos María Ruiz
Carlos María Ruiz de la Rosa (Puerto Real, Cádiz, 6 de mayo de 1966) es un periodista y presentador español.

## Trayectoria profesional
Estudió en el Colegio La Salle (1970-1980) y en el Instituto Manuel de Falla (1980-1983) y es licenciado en Ciencias de la Información en Periodismo por la Universidad de Cádiz (1983-1988), licenciado en Derecho por la Universidad de Sevilla (2002-2007) y Máster en Derecho constitucional por la Universidad de Sevilla (2021-2022).
Comenzó su trayectoria profesional en abril de 1987, siendo desde esa fecha y hasta enero de 1989, redactor y después director y presentador de varios programas de Radio Puerto Real FM. 
Tras dos años, deja Radio Puerto Real y supera las oposiciones para obtener una plaza fija en la RTVA. Desde febrero de 1989 hasta enero de 1990 es redactor de los Servicios Informativos de Canal Sur Televisión en la delegación de Cádiz. Posteriormente, desde marzo de 1990 hasta febrero de 1991 es presentador de Diario de las 9, edición informativa diaria (09h00) de Canal Sur Televisión. A continuación, desde marzo de 1991 hasta agosto de 1994 es presentador de Diario de la Tarde, primera edición informativa diaria (14h30-15h00) de Canal Sur Televisión. Compaginándolo con este informativo, entre septiembre de 1993 y junio de 1994 es director y presentador del programa poético-musical Llamando a las puertas del cielo de Canal Sur Radio.
Tras cinco años en RTVA, pide una excedencia a la empresa y desde septiembre de 1994 a agosto de 1996 es presentador y editor del segmento de tarde (12h00-18h00) de Telenoticias del Mundo, L.P., canal de 24 horas de información en español radicada en Miami (nacida de la sociedad constituida al efecto entre Reuters, Telemundo, Artear –Argentina– y Antena 3). 
Desde septiembre de 1996 a septiembre de 1997 es presentador y editor del segmento de tarde (12h00-18h00) de CBS Telenoticias, canal de 24 horas de información en español radicada en Miami, Florida, Estados Unidos. Sus ámbitos de audiencia eran toda América Latina y las comunidades hispanohablantes de Estados Unidos. 
En octubre de 1997 regresa a la RTVA y desde esa fecha y hasta agosto de 1998 es presentador de Diario de las 9, edición informativa diaria matinal (8h00-9h20) de Canal Sur Televisión. Posteriormente, desde septiembre de 1998 a agosto de 2000 es presentador de Diario Fin de Semana, ediciones informativas de sábados y domingos de Canal Sur Televisión. 
Después, entre septiembre de 2000 a febrero de 2001 es presentador de Noticias 1, edición informativa diaria (14h00-15h00) de Canal Sur Televisión. Más adelante, desde marzo de 2001 hasta septiembre de 2009 es presentador de Noticias 2, edición informativa diaria (20h28-21h00) de Canal Sur Televisión. Al mismo tiempo, entre septiembre de 2007 y junio de 2008 es director y presentador de La hora del sábado, informativo-magacín de Canal Sur Radio para la mañana de los sábados (8h00-11h00).
Con posterioridad, desde octubre de 2009 hasta febrero de 2011 es presentador de Noticias 3, edición diaria de cierre en Canal Sur Televisión. Acto seguido, desde el 1 de marzo de 2011 hasta el 26 de julio de 2013 es editor y presentador de Revista de prensa en el informativo matinal diario Buenos días, Andalucía de Canal Sur Televisión y presentador en el mismo programa de la última actualización informativa. 
Seguidamente, desde el 9 de septiembre de 2013 hasta el 9 de septiembre de 2016 es presentador de La tertulia informativa diaria en Canal Sur Televisión (de 9:00 a 10:30). Ulteriormente, desde el 12 de septiembre de 2016 hasta el 27 de julio de 2018 es editor y presentador del informativo diario Andalucía al día de Andalucía TV (17h00-20h00).  
A continuación, desde el 10 de septiembre de 2018 hasta el 4 de octubre de 2019 es editor y presentador de La tertulia informativa diaria de Canal Sur Televisión (10h00-11h00), para acto seguido, presentar desde el 7 de octubre de 2019 hasta el 31 de julio de 2020 el informativo diario Buenos días, Andalucía de Canal Sur Televisión (8h00-8h45). 
Desde el 14 de septiembre de 2020 hasta septiembre de 2023 es presentador de Revista de prensa en el informativo diario Despierta Andalucía de Canal Sur Televisión (7h30-9h55). La sección en varias entregas a lo largo del programa, repasa titulares de los principales periódicos de España y Andalucía, comentarios editoriales e intervenciones de directores de esos medios. También se encarga de avanzar las principales noticias del día, presentando el tramo de 7h30 a 8h00. En el mismo programa presenta y dirige cada viernes una Ventana de poesía con breves textos de poesía universal. 
Desde el 17 de septiembre de 2023 presenta y edita el programa Parlamento andaluz en Canal Sur Televisión.
Aparte de presentar diversas ediciones informativas, ha conducido multitud de programas especiales de formato diverso. Durante la etapa de CBS Telenoticias y Telenoticias del Mundo (1994-1997) realizó entrevistas exclusivas a destacados mandatarios latinoamericanos, tales como Eduardo Frei, presidente de Chile; Julio María Sanguinetti, presidente de Uruguay; Ernesto Samper, presidente de Colombia; Sixto Durán-Ballén y Abdalá Bucaram, presidentes de Ecuador; Ramiro de León Carpio, presidente de Guatemala o José María Figueres, presidente de Costa Rica. También presentó en Canal Sur Televisión, las noches electorales de las elecciones al Parlamento de Andalucía y elecciones generales de 2000, 2004, 2008; de las municipales y autonómicas de 1999, 2003, 2007; especiales de apertura y cierre de campaña electoral en todas esas convocatorias, más las municipales y autonómicas de 2011, ocasión en la que también presentó la edición informativa de la mañana siguiente (Buenos días Andalucía del 23 de mayo de 2011 de 9h00 a 10h00). Asimismo ha moderado numerosos debates entre candidatos en todas esas convocatorias electorales. Por otra parte, condujo el especial por las muertes de John F. Kennedy Jr. y su esposa (1999); el especial 25 años de Constitución en España (2003); presentó durante 8 horas el especial informativo por los atentados del 11 de marzo de 2004, entrevistando al presidente de la Junta de Andalucía, Manuel Chaves; el especial por la Boda de Felipe de Borbón y Letizia Ortiz (2004); el debate ante el Referéndum sobre la Constitución Europea (2005); o la cobertura para los informativos de Canal Sur Televisión y Andalucía TV desde Cataluña, del desarrollo del procés durante los días 5 al 11 de octubre de 2017, inmediatamente posteriores al referéndum de independencia del 1 de octubre, encargándose de conducir el 1 de octubre de 2017 un especial informativo matinal (9h00-14h00) para Canal Sur Televisión.

### Como autor
Ha escrito diversos libros de poesía
- Sinfonía del Atlántico (Guadalturia Ediciones, 13/6/2013, ISBN 978-84-941375-3-2).[4]
- Alejandra, cantar de Narramance (Fundación Cultural Odón Betanzos Palacios, 1/3/2010, ISBN 978-84-932978-5-5)[5] (ganador del Certamen Internacional de Poesía Odón Betanzos Palacios 2009).
- Y sobre el puente el rey (RD Editores, 1/5/2007, ISBN 978-84-96672-28-4).[6]

## Premios
- 2021: Premio Andalusí de Honor.
- Febrero de 2018: Premio de la Federación de Entidades Culturales Andaluzas de Cataluña (FECAC) en la categoría de Periodismo, después de su cobertura para las ediciones informativas de Canal Sur Televisión y Andalucía TV desde Cataluña, del desarrollo del proceso soberanista catalán en otoño de 2017.[7]
- 2009: Ganador del Certamen Internacional de Poesía Odón Betanzos Palacios por Alejandra, cantar de Narramance.[8]